# Вырубки (посёлок)
Вырубки — посёлок в Шалинском районе Свердловской области России. Входит в Шалинский муниципальный округ.
Ранее посёлок входил в состав Саргинского сельсовета Шалинского района.

## География
Поселок Вырубки расположен в 20 километрах к востоку от посёлка Шаля (по дорогам в 30 километрах), в лесной местности. Вблизи Вырубок берёт исток река Сылва. В посёлке расположен остановочный пункт Вырубки (ранее разъезд) Свердловской железной дороги.

## История посёлка
Посёлок основан в связи со строительством железной дороги.

## Население
| 2002 | 2010 | 2021 |
| ---- | ---- | ---- |
| 4    | ↗10  | ↘7   |